# Вайт-Сандс (Нью-Мексико)
Вайт-Сандс (англ. White Sands) — переписна місцевість (CDP) в США, в окрузі Донья-Ана штату Нью-Мексико. Населення — 926 осіб (2020).

## Географія
Вайт-Сандс розташований за координатами 32°23′1″ пн. ш. 106°29′34″ зх. д. / 32.38361° пн. ш. 106.49278° зх. д. (32.383577, -106.492768).  За даними Бюро перепису населення США в 2010 році переписна місцевість мала площу 8,01 км², уся площа — суходіл.

## Демографія
Згідно з переписом 2010 року, у переписній місцевості мешкала 1651 особа в 455 домогосподарствах у складі 379 родин. Густота населення становила 206 осіб/км².  Було 562 помешкання (70/км²).
Расовий склад населення:
| - 71,2 % — білих - 12,4 % — чорних або афроамериканців - 2,7 % — азіатів - 1,3 % — вихідців з тихоокеанських островів - 1,2 % — корінних американців - 5,5 % — осіб інших рас |

До двох чи більше рас належало 5,8 %. Частка іспаномовних становила 18,7 % від усіх жителів.
За віковим діапазоном населення розподілялося таким чином: 33,4 % — особи молодші 18 років, 65,6 % — особи у віці 18—64 років, 1,0 % — особи у віці 65 років та старші. Медіана віку мешканця становила 22,6 року. На 100 осіб жіночої статі у переписній місцевості припадало 123,7 чоловіків;  на 100 жінок у віці від 18 років та старших — 142,3 чоловіків також старших 18 років.
Середній дохід на одне домашнє господарство  становив 51 060 доларів США (медіана — 45 046), а середній дохід на одну сім'ю — 49 734 долари (медіана — 45 231). За межею бідності перебувало 6,8 % осіб, у тому числі 6,2 % дітей у віці до 18 років та 0,0 % осіб у віці 65 років та старших.
Цивільне працевлаштоване населення становило 233 особи. Основні галузі зайнятості: публічна адміністрація — 33,9 %, мистецтво, розваги та відпочинок — 16,7 %, освіта, охорона здоров'я та соціальна допомога — 15,9 %.